# Dysimia astarte
Dysimia astarte är en insektsart som beskrevs av Broomfield 1985. Dysimia astarte ingår i släktet Dysimia och familjen Derbidae. Inga underarter finns listade i Catalogue of Life.